# Tablighi Jamaat

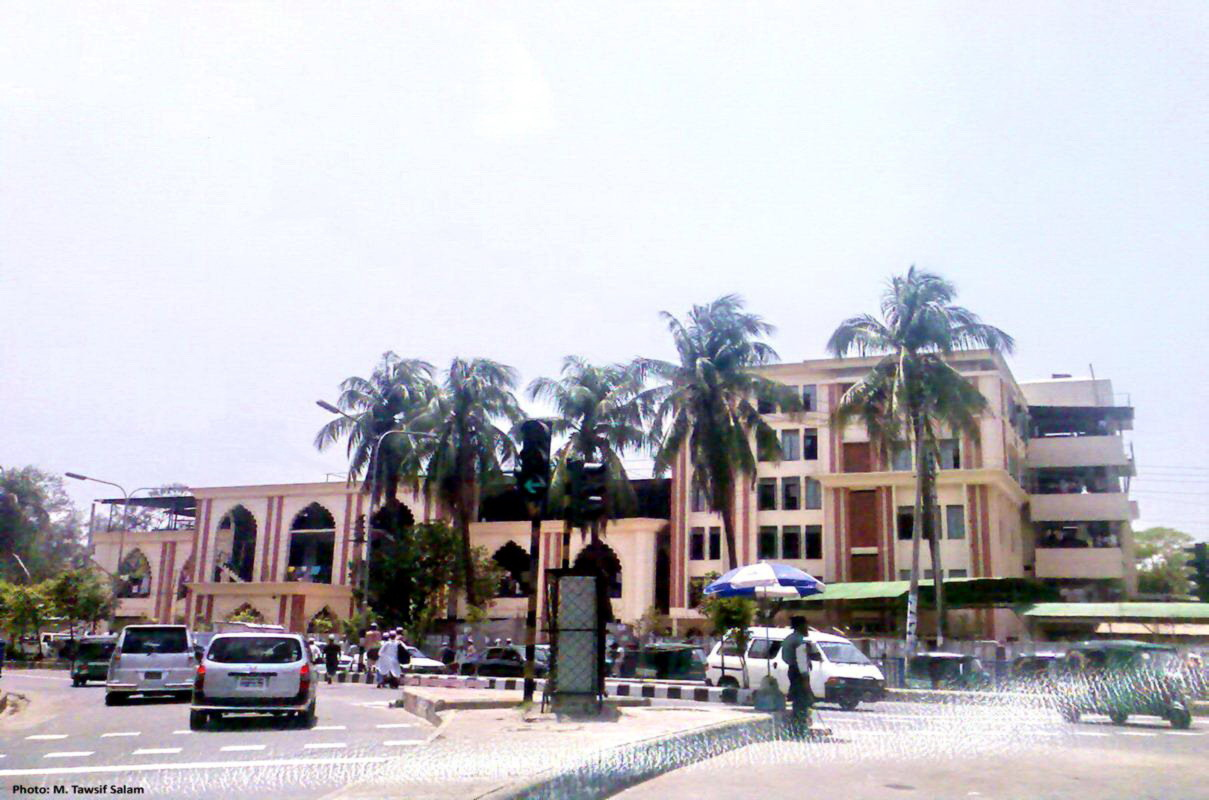
Mosquée de Kakrail, Dhâkâ. Base opératoire du mouvement au Bangladesh.

Tablighi Jamaat (en ourdou : تبلیغی جماعت) ou la Jamā'at al-tablīgh (en arabe : جماعة التبليغ), c'est-à-dire, en français, Association pour la prédication, ou simplement Tabligh, est une société de prédication musulmane revivaliste. Très influente dans l'islam au XXe siècle, son nombre d'adhérents est estimé entre 12 et 150 millions. Elle est considérée comme prosélyte et ultrafondamentaliste,.

## Historique
Ce mouvement est fondé par Muhammad Ilyas al-Kandhlawi, un érudit musulman (1885-1944), créateur du slogan Aye Musalmano! Musalman bano (« Musulmans ! Soyez des musulmans. ») en 1927 dans la province indienne de Mewat (en) avec l'objectif de réislamiser les musulmans indiens.

### En France
La présence de ce mouvement en France est attestée dès 1966. Le mouvement y adopte la forme d'une association dénommée « Foi et Pratique ».
Selon Leyla Arslan, ce mouvement de pratique religieuse rigoriste connaît en France une scission entre deux associations : « Foi et Pratique » et « Tabligh wa da'wa ilillah ».

## Objectifs
La prédication du mouvement vise essentiellement les populations musulmanes, se fixe pour objectif de leur faire revivre leur foi, dans le cadre d'une interprétation littéraliste de celle-ci et de ramener à une pratique stricte de l'Islam sunnite : « l'Islam va s'étendre où s'étendent le jour et la nuit, et Dieu ne va pas laisser une maison sans qu'Il n'y fait entrer cette religion. »
En arabe, tabligh signifie « transmettre », « prévenir » et le Tablighi Jamaat présente sa mission comme visant à faire revivre cette obligation de prédication au sein de l'islam.
Solenne Jouanneau note sa forte tradition de prosélytisme. Pour Alexandre Del Valle, « l'Islam proposé par le Tabligh est fondamentaliste et sectaire, et [il] a beaucoup de points communs avec celui des talibans (école dite deobandie), dans la mesure où les valeurs et règles inculquées sont directement tournées contre celles des sociétés "impies". L'objectif numéro un est en effet d’empêcher, par la réislamisation et le repli communautaire, toute forme d'intégration des minorités musulmanes présentes en milieu hindou païen ou mécréant européen. »

### Missionnaire
Ses missionnaires l'ont ensuite implanté, d'abord dans les pays musulmans au cours des années 1940, puis dans les pays occidentaux au cours des années 1950 et 1960. Aujourd'hui ce mouvement est présent partout dans le monde.
L'activité missionnaire du mouvement s'est développée à l'échelle mondiale via des branches décentralisées. Pacifique et apolitique, ce courant prêcheur s'appuie sur des groupes de missionnaires de nationalités différentes pour faire du porte-à-porte (la al-jawla, la « tournée ») et répandre les idées du tablîgh (la « proclamation »). Les principes en sont simples : la profession de foi, la prière, la connaissance de Dieu, l'intention sincère et le respect du musulman. Des voyages de plusieurs jours à plusieurs semaines (khouroudj) sont aussi organisés dans le but de répandre la religion musulmane.

## Pratique
Le mouvement fonctionne sur le système de la concertation (Al Machoura), à différents échelons. Par ailleurs, des savants, qui constituent la machoura, s'efforcent de veiller à l'orthodoxie des pratiques des membres, à qui l'on conseille de sacrifier de leur personne, de leur temps et de leur argent, dans le sentier de Dieu, comme l'ont fait les compagnons (As-Sahabas).
Les Tablighis ont une interprétation littéraliste des principaux préceptes de l'islam. Ils s'efforcent ainsi de suivre à la lettre les codes et préceptes du droit islamique. Leur pratique est basée sur six qualités (Sita Sifâtes), parmi les qualités que possédaient les compagnons de Mahomet :
1. La certitude sur Dieu (al yaqine) et le chemin du prophète de l'islam Mahomet (sunna) ;
2. La prière avec concentration et dévotion (salat dat al khouchou'oua al khoudou') ;
3. La science et le rappel perpétuel de Dieu (al Ilm wa al Zikhr) ;
4. La Générosité envers les musulmans (Ikram al Muslimine) ;
5. La correction de l'intention et la sincérité (Tashih al niya oua ikhlasouha) ;
6. Le prêche vers Dieu avec la sortie sur le sentier de Dieu (Da'wa ila Allah bil Khourouj fi sabililah)[13].

Cette activité missionnaire vise la transmission d'une pratique musulmane fondamentaliste. En cela, les Tablighis se démarquent d'autres mouvements musulmans revivalistes, notamment les Frères musulmans, dont la prédication a un contenu politique explicite beaucoup plus marqué.
Ce mouvement qui prône depuis sa naissance son apolitisme a participé aux consultations de 2006-2007 au ministère de l'Intérieur en vue de la constitution d'un organe représentatif des musulmans de France (CFCM) avant de se rétracter.

## Travaux universitaires
Après les travaux fondamentaux de Marc Gaborieau sur ce mouvement dans le sous-continent indien, ceux de Barbara Metcalf sur les femmes investies dans ce mouvement et de Khalil Masud aux États-Unis, ceux de Felice Dassetto en Belgique ou de Mohamed Tozy au Maroc, c'est Gilles Kepel qui évoque le premier cette association dans son ouvrage Les Banlieues de l'Islam (1987).
Les plus récents travaux sociologiques sur ce groupe religieux méconnu et sous-analysé sont ceux de Moussa Khedimellah (1997-2005). Chercheur et disciple de Farhad Khosrokhavar, d'Alain Touraine et de Marc Gaborieau, il mène pendant dix ans une étude approfondie (2001-2011) avec le suivi de la carrière religieuse de 250 militants et militantes en France et en Europe. Son travail de mémoire de DEA est une plongée anthropologique sur l'ensemble des aspects sociaux, économiques, religieux de cette fraternité élective qui a joué selon lui « un crypto-catéchisme islamique » dans l'ensemble de la communauté de migrants et fils de migrants, majoritairement d'origine rurale, en France, et issus du monde musulman depuis les années 1960.
Ces tablighis, selon son article du journal Le Monde des débats, ont joué un rôle crucial et fondamental dans la prédication et la réorganisation des communautés musulmanes durant les Trente Glorieuses en Grande-Bretagne, en France, en Belgique, en Italie ou en Allemagne. « Ce groupe minoritaire d'intensité religieuse », selon l'expression de Jean Séguy, est reprise à son compte pour y mettre en évidence la logique sectaire autant de que celle de la réorganisation interne du soi qui retrouve un barycentre dans des univers frappé d'anomie.
Catalyseur de frustrations sociales et identitaires, Moussa Khedimellah, dans son article (en référence ci-dessous) sur la dignité identitaire retrouvée par le puritanisme religieux (2001) ou dans un second article « Corps et inconscients collectif voilés » (Cosmopolitiques, 2003) évoquent l'effet salvateur autant que destructeur des jeunes adultes engagés dans ce mouvement à logique circulaire. Entré en compétition très tôt sur le monopole du marché religieux et identitaires avec leurs homologues du salafisme balbutiant des années 1990, le schisme entre ces deux frères ennemis n'a cessé de se creuser durant la décennie 2000. Le radicalisme apparu avec plusieurs profils issus du Tabligh a remis le feu aux poudres après les vagues d'attentats de 1995 ou les débuts de la guerre en Afghanistan : Khaled Kelkal, Richard Reid, Hervé Djamel Loiseau.

## Grands événements transnationaux
Les grands événements transnationaux sont la marque de fabrique du mouvement, depuis 1927, et les plus grands rassemblements religieux après le pèlerinage à La Mecque, selon Sophie Lemière, chercheuse à Stanford et spécialiste de la Malaisie : « Par définition, les tablighis sont des gens qui voyagent, ceux des villes vont aller dans des villages, ils vont faire des voyages de sept jours, du porte-à-porte pour faire des prêches, ramener les musulmans vers un islam qu'ils estiment plus proche de celui pratiqué par le Prophète. »

### Presse
- Eugénie Bastié, « Islam radical : qu'est-ce que le mouvement tabligh ? »,  Le Figaro, 27 janvier 2015.
- (en) « Are Conservative Muslim Tablighi Jamaat Pacifists or Extremists? », in The Voice of America, 2016.